# Sacculina inconstans
Sacculina inconstans is een krabbezakjessoort uit de familie van de Sacculinidae. De wetenschappelijke naam van de soort is voor het eerst geldig gepubliceerd in 1952 door Boschma.